# D02OP
D02OP（ディーぜろにオーピー)は、ベルギーw:Option N.V.社によって開発された、イー・モバイルによるHSDPA対応のExpressCard型データ端末である。

## 概要
イー・モバイルのデータ端末としては、初のExpressCard型端末となった。発売前の不具合があって再三発売延期があったものの（既予約者で、希望者には発売までの間、代替機種レンタルの処置を執った）、発売にこぎ着けた矢先、後述する不具合が発覚し、自主回収を余儀なくされた。
同じ理由で、同じOption製で、ドコモ向けのOP2502 HIGH-SPEEDが、販売自体が中止となり、同社の後継製品は、2010年9月までに一切日本国内では発売されていない。

## 仕様（テンプレート外）
- 通信速度
  - パケット通信 : 送信最大 384 kbps／受信最大 3.6 Mbps
- 対応OS（各日本語版）
  - Windows XP Home Edition (32bit版のみ)
  - Windows XP Professional (32bit版のみ)
  - Windows Vista (32bit版のみ)
  - MAC OS X（10.4.7～10.4.10）
- 対応エリア（日本国内）

## 歴史
- 2007年2月19日 - イー・モバイルの事業開始に併せて順次発売される機種の一つとして、D02OPを発表。
- 2007年9月11日 - 同年9月22日に発売することを発表。9月14日から9月21日までに先行予約したユーザに対する基本料割引等の特典を発表。
- 2007年9月20日 - ソフトウェア不具合を理由に発売延期を発表。併せて、キャンペーン期日である翌日に購入予約を中止すると発表。
- 2008年3月14日 - 発売日を同年3月19日と発表
- 2008年3月19日 - 発売
- 2008年4月4日 - 同年4月2日までに販売・引き渡しを行った端末の自主回収を4月3日より開始したことを発表。代替として、既発売の別の端末への交換で対応。

## 不具合
一部のノートパソコンで使用した場合に、本商品がパソコンから抜けなくなる、または抜き取る際にパソコンのスロット部分を破損してしまうおそれがあることが開発段階で判明した。
当初は、ソフトウェアの不具合を理由として発売を延期し（2007年9月14日～21日の間、D02OPの購入を予約し、発売までに別の機種にてデータ通信の利用希望するユーザにはD01HWが無償貸与された）、ソフトウェア・ハードウェアを修正した上で、約半年を経て発売にまでこぎ着けたものの、不安を払拭出来ず、結果、既に出回っていた約1200台が自主回収の対象となり、特に利用を希望するユーザを除き、D02NE、D01NXII、D02HWへの無償交換の処置が執られた。
なお、ドコモ向けのOP2502 HIGH-SPEEDについても同様の不安が払拭出来なかったため、こちらは発売自体がなされなかった。